# Ликома (област)
Вижте пояснителната страница за други значения на Ликома.
Ликома е една от 28-те области на Малави. Областта е ексклав на страната и е разположена в северният ѝ регион. Включва два острова в езерото Малави – Ликома и Чизумулу. Столицата на областта е град Ликома. Площта е 20 км², а населението (по преброяване от септември 2018 г.) е 14 527 души.